# Giuseppe Novelli
Giuseppe Novelli (Rossano, 27 febbraio 1959) è un genetista italiano, rettore dell'Università degli Studi di Roma "Tor Vergata" dal 2013 al 2019. Ha fatto parte del Consiglio Direttivo dell'ANVUR dal maggio 2011 al maggio 2013.

## Biografia
Nato in Calabria, a Rossano, si è diplomato presso il locale Istituto tecnico industriale di Stato nel 1977, e nel 1981 si è laureato con lode in Scienze biologiche presso l'Università degli Studi di Urbino. Tra il 1981 e il 1987 ha svolto a Urbino attività di didattica e ricerca presso la facoltà di Farmacia, e nel 1985 si è specializzato in Genetica medica presso l'Università degli Studi di Roma La Sapienza. Nel 1992 ha vinto il concorso da Professore Associato di Genetica umana dell'Università Cattolica del Sacro Cuore, al Policlinico Gemelli. Nel 1995 si è trasferito all'Università degli Studi di Roma "Tor Vergata", dove nel 1999 è diventato Professore Ordinario di Genetica medica. È stato adjunct professor presso l'Università dell'Arkansas, e attualmente è associate professor dell'Università di Reno, Nevada, negli Stati Uniti. Dal 2001 dirige l'U.O.C. (Unità Operativa Complessa) di Genetica Medica del Policlinico Tor Vergata.
Nel 2008 viene eletto Preside della Facoltà di Medicina e Chirurgia dell'Università "Tor Vergata" di Roma. Nel 2013 è stato eletto Rettore dello stesso Ateneo, ottenendo la maggioranza assoluta al primo turno delle votazioni, succedendo al Prof. Renato Lauro. Il suo mandato si è concluso a fine termine, nell'ottobre del 2019.
Giuseppe Novelli è uno studioso di alto profilo nell'ambito della genetica medica, e ha mappato, identificato e caratterizzato geni correlati a diverse malattie umane, tra le quali il nanismo di Laron, la fibrosi cistica, la sindrome di DiGeorge, la displasia mandibolo-acrale, l'atassia di Friedrich, la distrofia miotonica, la psoriasi e l'infarto miocardico. È riconosciuto a livello internazionale per il suo contributo nella ricerca scientifica sulle malattie complesse. Ha individuato importanti loci coinvolti nella psoriasi, e un'isoforma del recettore LOX-1 chiamata "loxin" coinvolta nell'aterosclerosi.

## Altre vicende
Nel 2017 è stato oggetto di un'inchiesta relativamente a presunte tentata concussione e istigazione alla corruzione. La vicenda origina quando due ricercatori hanno presentato un ricorso amministrativo (prima al Presidente della Repubblica poi trasposto al TAR) contro le procedure di reclutamento effettuate ai sensi della legge n. 240/2010. Secondo queste procedure di reclutamento, basate sul Regolamento approvato antecedentemente all’Amministrazione Novelli, la scelta del candidato a professore idoneo avveniva esclusivamente tramite chiamata di candidati interni al Dipartimento. A seguito della contestazione dei fatti ad opera dell’avvocato Giuliano Grüner e del chirurgo Pierpaolo Sileri, la Procura di Roma lo chiama a rispondere per due ipotesi di reato: artt. 56 e 317 c.p. e art.  322, 1 e 2^ comma c.p. Il 1º marzo 2019 è stato rinviato a giudizio dal GUP di Roma per tentata concussione e istigazione alla corruzione.
Il fatto ebbe ampia risonanza mediatica anche a causa della registrazione - effettuata da Giuliano Grüner all'insaputa del Novelli - in cui il rettore si rivolse al ricorrente pronunciando queste parole: «Lei sta sputando nel piatto in cui mangia! Sta facendo una causa contro il suo rettore, cazzo! Non è mai accaduto! Quando mi chiamava il mio rettore io tremavo, cazzo!». E quindi: «O ritira il ricorso oppure noi qui non ci parliamo! Per i prossimi anni per quello che mi riguarda si cerchi un altro Ateneo! Finché faccio io il rettore, lei qui non sarà mai professore. O ritira il ricorso, oppure sparisca da qui!»
Per la seconda ipotesi di reato (art.  322, 1 e 2^ comma c.p.) il Tribunale di Roma ha assolto il prof. Novelli già in primo grado, il 3 marzo 2022, per la insussistenza del fatto. Questa sentenza è definitiva. Il 7 febbraio 2024 Giuseppe Novelli è stato assolto con formula piena dalla Corte d'Appello di Roma.